# إدوين أو. ليجراند
إدوين أو. ليجراند هو سياسي أمريكي، ولد في 1801، وتوفي في 1861.